# Elecciones al Parlamento de Cataluña de 1980
El jueves 20 de marzo de 1980 tuvieron lugar las primeras elecciones al Parlamento de Cataluña tras la llegada de la democracia en España, y el restablecimiento de la Generalidad de Cataluña (por decreto ley en 1977 y ya por ley orgánica en 1979). Fueron convocadas a votar 4.436.459 personas mayores de 18 años y con derecho a voto en Cataluña. Las elecciones sirvieron para escoger a los 135 parlamentarios de la primera legislatura democrática. Acudieron a votar 2.725.558 personas, lo que dio una participación del 61,44 por ciento. 
La coalición de partidos Convergència i Unió fue la más votada y, con 752.943 votos (un 27,68 por ciento), obtuvo 43 escaños, diez más que la segunda fuerza política, el Partido de los Socialistas de Cataluña.
Tras la formación del Parlamento de Cataluña, el candidato de Convergència i Unió, Jordi Pujol, fue investido primer presidente democrático de la Generalidad de Cataluña, gracias a los votos de su propia coalición, de los 14 parlamentarios de Esquerra Republicana de Catalunya y de los 18 de Centristes de Catalunya-UCD. A partir de ese momento sustituía a Josep Tarradellas (ERC) al frente del gobierno regional catalán, que venía ocupando por decreto ley del último Gobierno central de la dictadura desde el 18 de octubre de 1977.
En 1981, 4 diputados del PSUC del sector prosoviético, liderados por Pere Ardiaca, abandonan el grupo parlamentario y pasan a formar parte de los no adscritos.

## Resultados
| Elecciones al Parlamento de Cataluña de 1980 → |                                                                  |                      |         |       |         |     |
| Presidente y gobierno | Partido                                                          | Candidato            | Votos   | %     | Escaños | +/- |
| - Presidente: Jordi Pujol - Gobierno: CiU - Censo: 4.432.776 - Votantes: 2.718.888 (61,34%) - Abstención: 1.713.888 (38,66%) - Válidos: 1.713.888 (38,66%) - A candidatura: 2.687.453 (98,84%) - Escaños: 135 | Convergència i Unió (CiU)                                        | Jordi Pujol          | 752.943 | 27,68 | 43a     |     |
| - Presidente: Jordi Pujol - Gobierno: CiU - Censo: 4.432.776 - Votantes: 2.718.888 (61,34%) - Abstención: 1.713.888 (38,66%) - Válidos: 1.713.888 (38,66%) - A candidatura: 2.687.453 (98,84%) - Escaños: 135 | Partido de los Socialistas de Cataluña (PSC-PSOE)                | Joan Reventós        | 606.717 | 22,33 | 33      |     |
| - Presidente: Jordi Pujol - Gobierno: CiU - Censo: 4.432.776 - Votantes: 2.718.888 (61,34%) - Abstención: 1.713.888 (38,66%) - Válidos: 1.713.888 (38,66%) - A candidatura: 2.687.453 (98,84%) - Escaños: 135 | Partit Socialista Unificat de Catalunya (PSUC)                   | Josep Benet          | 507.753 | 18,68 | 25      |     |
| - Presidente: Jordi Pujol - Gobierno: CiU - Censo: 4.432.776 - Votantes: 2.718.888 (61,34%) - Abstención: 1.713.888 (38,66%) - Válidos: 1.713.888 (38,66%) - A candidatura: 2.687.453 (98,84%) - Escaños: 135 | Centristes de Catalunya-Unión de Centro Democrático (CC-UCD)     | Anton Cañellas       | 286.922 | 10,55 | 18      |     |
| - Presidente: Jordi Pujol - Gobierno: CiU - Censo: 4.432.776 - Votantes: 2.718.888 (61,34%) - Abstención: 1.713.888 (38,66%) - Válidos: 1.713.888 (38,66%) - A candidatura: 2.687.453 (98,84%) - Escaños: 135 | Esquerra Republicana de Catalunya (ERC) b                        | Heribert Barrera     | 240.871 | 8,87  | 14c     |     |
| - Presidente: Jordi Pujol - Gobierno: CiU - Censo: 4.432.776 - Votantes: 2.718.888 (61,34%) - Abstención: 1.713.888 (38,66%) - Válidos: 1.713.888 (38,66%) - A candidatura: 2.687.453 (98,84%) - Escaños: 135 | Partido Socialista Andaluz-Partido Andaluz (PSA)                 | Francisco Hidalgo    | 71.841  | 2,66  | 2       |     |
| - Presidente: Jordi Pujol - Gobierno: CiU - Censo: 4.432.776 - Votantes: 2.718.888 (61,34%) - Abstención: 1.713.888 (38,66%) - Válidos: 1.713.888 (38,66%) - A candidatura: 2.687.453 (98,84%) - Escaños: 135 | Solidaritat Catalana (SC)                                        | Juan Echevarría Puig | 64.004  | 2,37  | 0       |     |
| - Presidente: Jordi Pujol - Gobierno: CiU - Censo: 4.432.776 - Votantes: 2.718.888 (61,34%) - Abstención: 1.713.888 (38,66%) - Válidos: 1.713.888 (38,66%) - A candidatura: 2.687.453 (98,84%) - Escaños: 135 | Nacionalistes d'Esquerra (NE)                                    | Jordi Carbonell      | 44.798  | 1,66  | 0       |     |
| - Presidente: Jordi Pujol - Gobierno: CiU - Censo: 4.432.776 - Votantes: 2.718.888 (61,34%) - Abstención: 1.713.888 (38,66%) - Válidos: 1.713.888 (38,66%) - A candidatura: 2.687.453 (98,84%) - Escaños: 135 | Unitat pel Socialisme (UPS)                                      | Manuel Gracia Luño   | 33.096  | 1,22  | 0       |     |
| - Presidente: Jordi Pujol - Gobierno: CiU - Censo: 4.432.776 - Votantes: 2.718.888 (61,34%) - Abstención: 1.713.888 (38,66%) - Válidos: 1.713.888 (38,66%) - A candidatura: 2.687.453 (98,84%) - Escaños: 135 | Fuerza Nueva (FN)                                                | Pedro Vilaplana      | 27.807  | 1,03  | 0       |     |
| - Presidente: Jordi Pujol - Gobierno: CiU - Censo: 4.432.776 - Votantes: 2.718.888 (61,34%) - Abstención: 1.713.888 (38,66%) - Válidos: 1.713.888 (38,66%) - A candidatura: 2.687.453 (98,84%) - Escaños: 135 | Bloc d'Esquerra d'Alliberament Nacional-Unitat Popular (BEAN-UP) | Lluís Maria Xirinacs | 14.077  | 0,52  | 0       |     |
| - Presidente: Jordi Pujol - Gobierno: CiU - Censo: 4.432.776 - Votantes: 2.718.888 (61,34%) - Abstención: 1.713.888 (38,66%) - Válidos: 1.713.888 (38,66%) - A candidatura: 2.687.453 (98,84%) - Escaños: 135 | Partit Comunista Obrer de Catalunya (PCOC)                       | Antonio Marín        | 12.963  | 0,48  | 0       |     |
| - Presidente: Jordi Pujol - Gobierno: CiU - Censo: 4.432.776 - Votantes: 2.718.888 (61,34%) - Abstención: 1.713.888 (38,66%) - Válidos: 1.713.888 (38,66%) - A candidatura: 2.687.453 (98,84%) - Escaños: 135 | Unidad Comunista (UC)                                            | Fèlix Valero         | 8.198   | 0,30  | 0       |     |
| - Presidente: Jordi Pujol - Gobierno: CiU - Censo: 4.432.776 - Votantes: 2.718.888 (61,34%) - Abstención: 1.713.888 (38,66%) - Válidos: 1.713.888 (38,66%) - A candidatura: 2.687.453 (98,84%) - Escaños: 135 | Falange Española de las JONS (FE JONS)                           |                      | 6.637   | 0,25  | 0       |     |
| - Presidente: Jordi Pujol - Gobierno: CiU - Censo: 4.432.776 - Votantes: 2.718.888 (61,34%) - Abstención: 1.713.888 (38,66%) - Válidos: 1.713.888 (38,66%) - A candidatura: 2.687.453 (98,84%) - Escaños: 135 | Partido Nacional Independiente (PNI)                             |                      | 4.741   | 0,18  | 0       |     |
| - Presidente: Jordi Pujol - Gobierno: CiU - Censo: 4.432.776 - Votantes: 2.718.888 (61,34%) - Abstención: 1.713.888 (38,66%) - Válidos: 1.713.888 (38,66%) - A candidatura: 2.687.453 (98,84%) - Escaños: 135 | Conservadors de Catalunya (CC)                                   |                      | 4.095   | 0,15  | 0       |     |
| - Presidente: Jordi Pujol - Gobierno: CiU - Censo: 4.432.776 - Votantes: 2.718.888 (61,34%) - Abstención: 1.713.888 (38,66%) - Válidos: 1.713.888 (38,66%) - A candidatura: 2.687.453 (98,84%) - Escaños: 135 | En blanco                                                        |                      | 17.960  | 0,66  | N/A     | N/A |
| - Presidente: Jordi Pujol - Gobierno: CiU - Censo: 4.432.776 - Votantes: 2.718.888 (61,34%) - Abstención: 1.713.888 (38,66%) - Válidos: 1.713.888 (38,66%) - A candidatura: 2.687.453 (98,84%) - Escaños: 135 | Nulos                                                            |                      | 13.475  | 0,50  | N/A     | N/A |

a De ellos 35 de CDC y 8 de UDC.

b En coalición con el Partit Socialdemòcrata de Catalunya.

c De ellos 13 de ERC y 1 del PSDC.

## Investidura del presidente de la Generalidad
| Candidato | Fecha                                                    | Voto       |    |    |    |    |    |   | Total  |
| --- | -------------------------------------------------------- | ---------- | -- | -- | -- | -- | -- | - | ------ |
| Jordi Pujol (CiU) | 22 de abril de 1980 Mayoría requerida: Absoluta (68/135) | Sí         | 43 |    |    |    |    |   | 43/135 |
| Jordi Pujol (CiU) | 22 de abril de 1980 Mayoría requerida: Absoluta (68/135) | No         |    | 33 | 24 |    |    | 2 | 59/135 |
| Jordi Pujol (CiU) | 22 de abril de 1980 Mayoría requerida: Absoluta (68/135) | Abstención |    |    |    | 18 | 13 |   | 31/135 |
| Jordi Pujol (CiU) | 24 de abril de 1980 Mayoría requerida: Simple            | Sí         | 43 |    |    | 18 | 14 |   | 75/135 |
| Jordi Pujol (CiU) | 24 de abril de 1980 Mayoría requerida: Simple            | No         |    | 33 | 24 |    |    | 2 | 59/135 |
| Jordi Pujol (CiU) | 24 de abril de 1980 Mayoría requerida: Simple            | Abstención |    |    |    |    |    |   | 0/135  |
| Faltaron a la primera votación un diputado del PSUC y un diputado de ERC. A la segunda votación faltó un diputado del PSUC, el mismo de la primera votación. |                                                          |            |    |    |    |    |    |   |        |

## Moción de censura contra el presidente de la Generalidad
| Candidato | Fecha                                                     | Voto       |    |    |    |    |   |   |   |   |   | INDEP | Total  |
| --- | --------------------------------------------------------- | ---------- | -- | -- | -- | -- | - | - | - | - | - | ----- | ------ |
| Josep Benet (PSUC) | 1 de octubre de 1982 Mayoría requerida: Absoluta (68/135) | Sí         |    |    | 20 |    |   |   |   |   |   | 1     | 21/135 |
| Josep Benet (PSUC) | 1 de octubre de 1982 Mayoría requerida: Absoluta (68/135) | No         | 42 |    |    | 12 |   |   |   |   |   | 2     | 56/135 |
| Josep Benet (PSUC) | 1 de octubre de 1982 Mayoría requerida: Absoluta (68/135) | Abstención |    | 32 |    |    | 9 | 7 | 3 | 1 | 1 |       | 53/135 |
| Faltaron a la votación un diputado del CiU, un diputado del PSC, un diputado de ERC, un diputado del PCC y un diputado independiente. |                                                           |            |    |    |    |    |   |   |   |   |   |       |        |